# إيغور أرواخو
إيغور أرواخو هو لاعب كرة قدم برتغالي في مركز حراسة المرمى، ولد في 4 فبراير 1987 في فيلجويراس في البرتغال. شارك مع منتخب البرتغال تحت 16 سنة لكرة القدم ومنتخب البرتغال تحت 17 سنة لكرة القدم ومنتخب البرتغال تحت 18 سنة لكرة القدم ومنتخب البرتغال تحت 19 سنة لكرة القدم ومنتخب البرتغال تحت 20 سنة لكرة القدم. أما مع النوادي، فقد لعب مع نادي كوفيليا.

## وصلات خارجية
- إيغور أرواخو على موقع قاعدة بيانات كرة القدم.إي يو (الإنجليزية)
- إيغور أرواخو على موقع Soccerway.com (الإنجليزية)